# Félix Vallotton

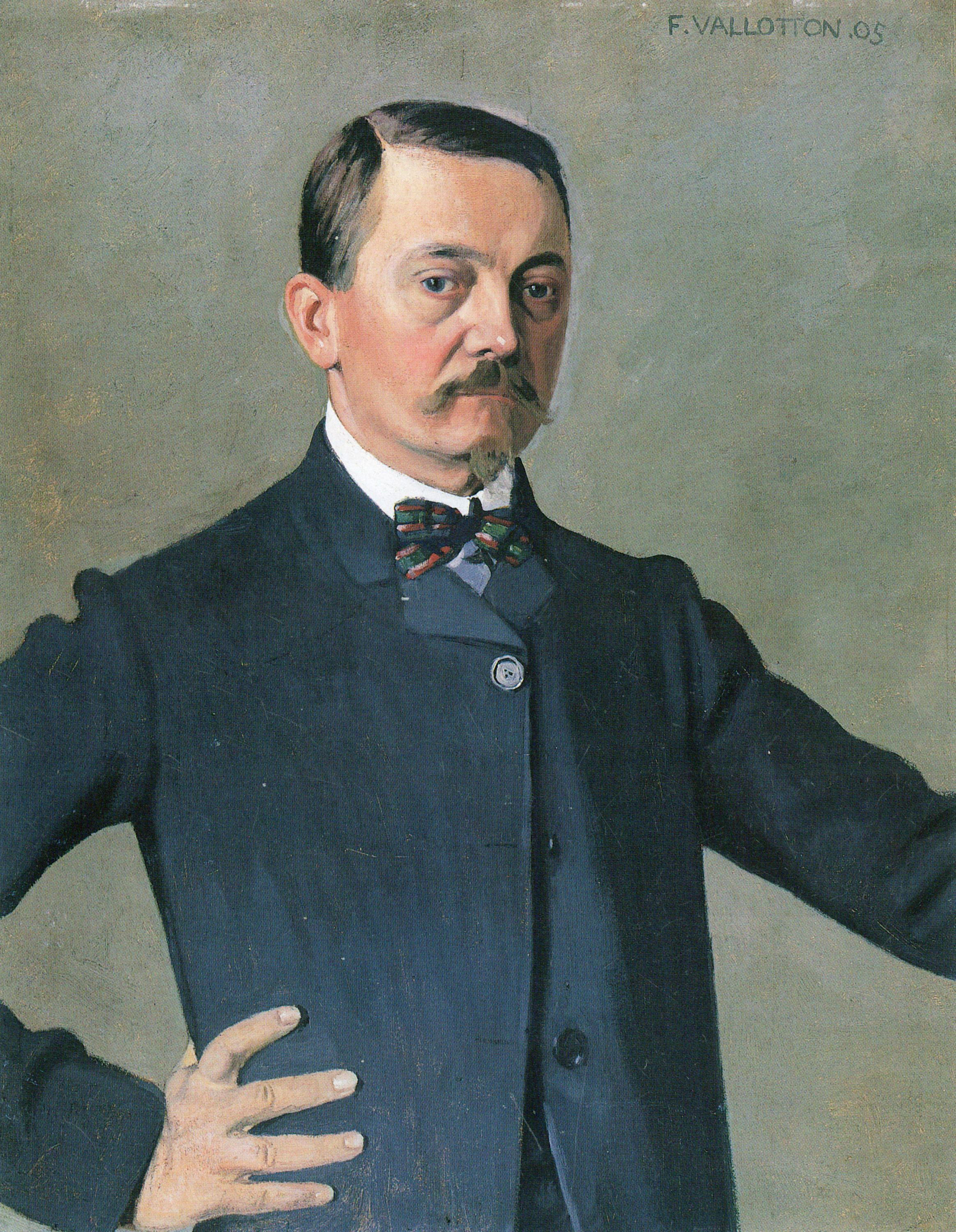
Selbstportrait, Kunsthaus Zürich, 1905

Félix Edouard Vallotton (* 28. Dezember 1865 in Lausanne; † 29. Dezember 1925 in Neuilly-sur-Seine bei Paris; heimatberechtigt in Vallorbe) war ein Schweizer, später französischer Maler, Grafiker, Holzstecher und Schriftsteller.

## Leben und Werk

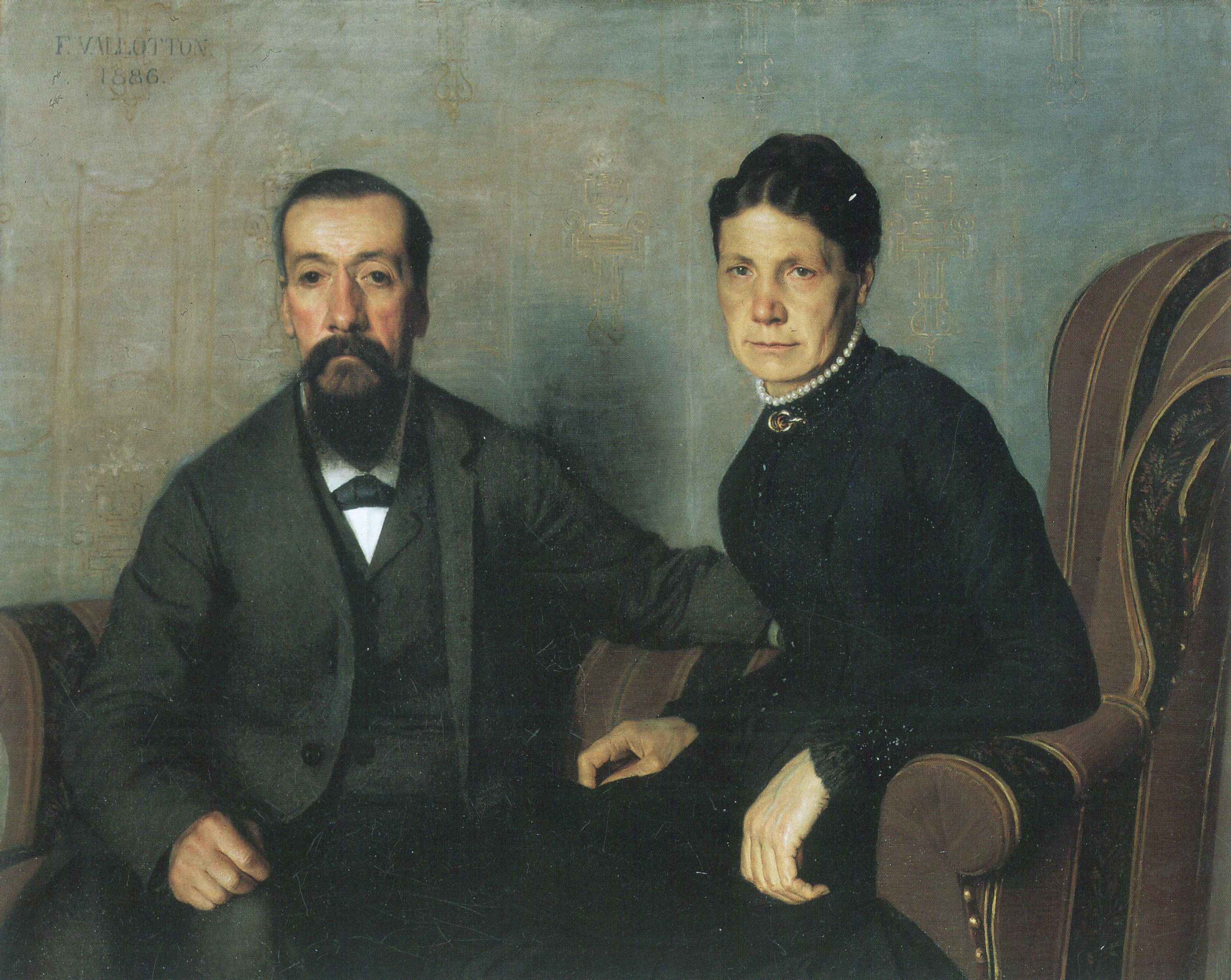
Porträt der Eltern des Künstlers, 1886, Depositum der Gottfried Keller-Stiftung, Inventarnummer GKS667, Musée cantonal des Beaux-Arts de Lausanne

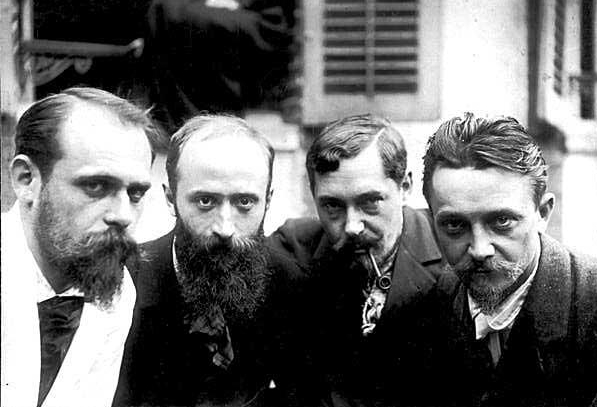
Von links: Ker-Xavier Roussel, Édouard Vuillard, Romain Coolus und Félix Vallotton im Jahr 1899

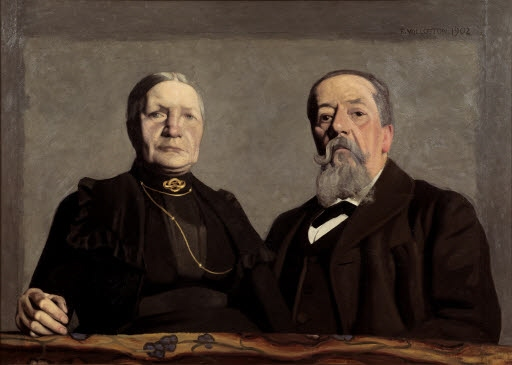
Portrait des parents de l'artiste, 1902, Musée d'art et d'histoire Fribourg MAHF

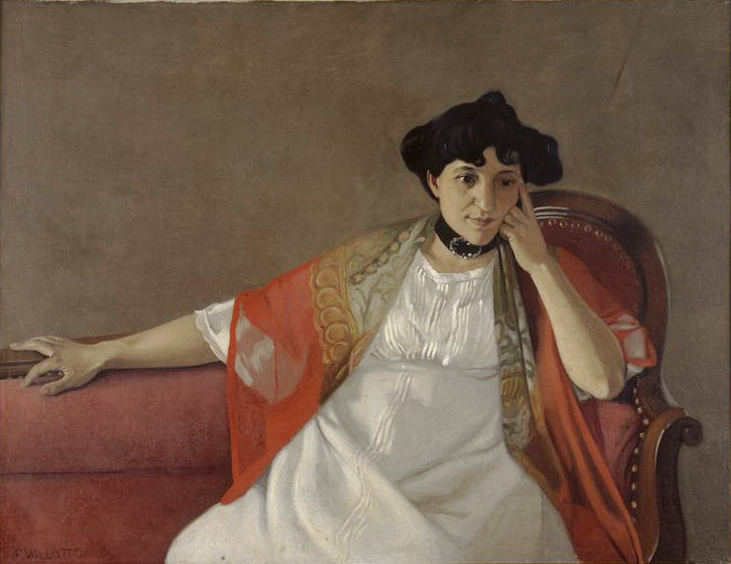
Portrait de Gabrielle Vallotton, Musée des Beaux-Arts de Bordeaux, 1905

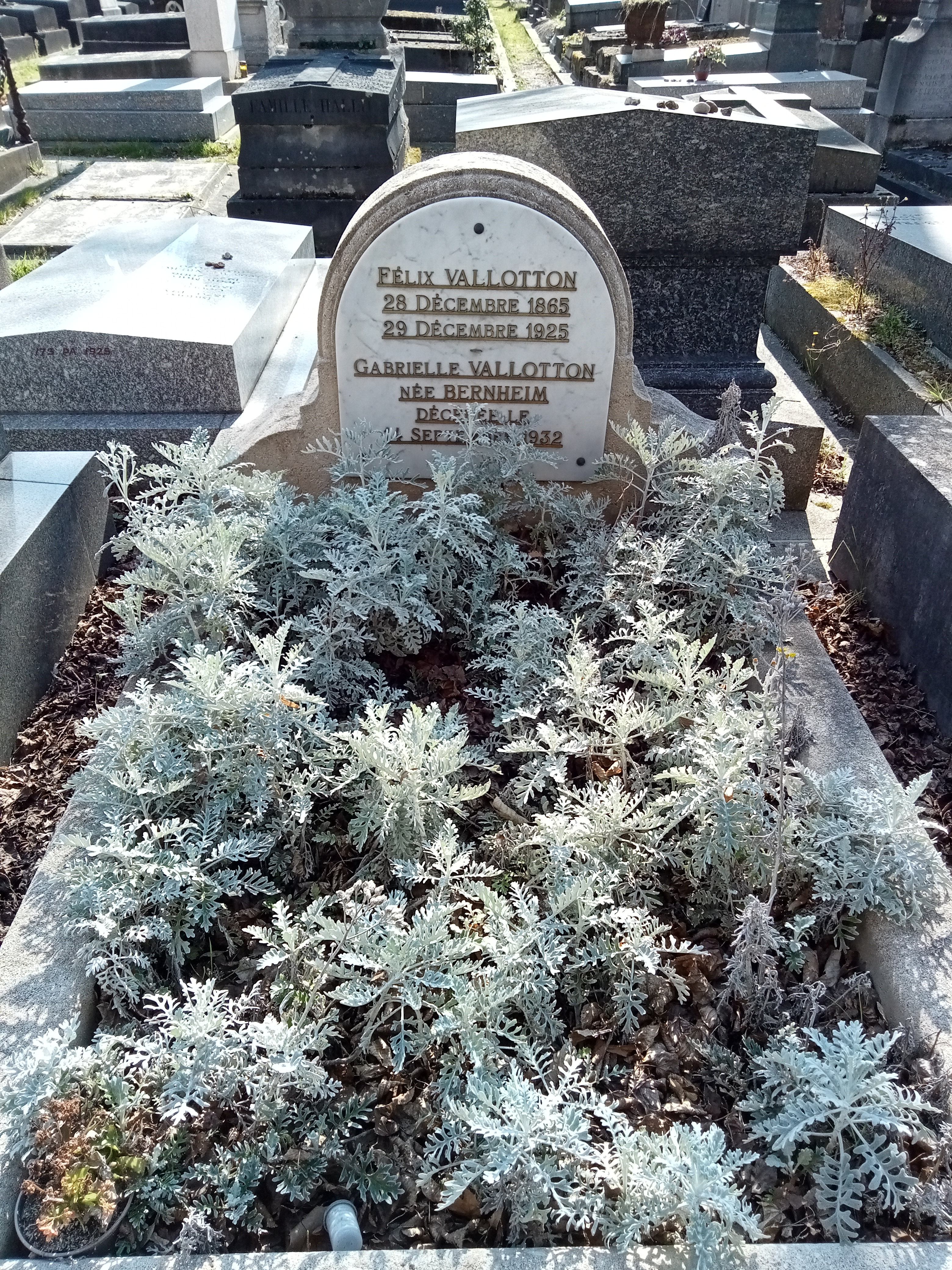
Grab von Félix Vallotton und seiner Ehefrau Gabrielle, Cimetière du Montparnasse, Paris

Félix Vallotton, Sohn des Drogisten und Chocolatiers Adrien und der Emma Vallotton geborene Roseng, Bruder des Galeristen Paul Vallotton, entstammte einer protestantischen Familie, die seit dem 15. Jahrhundert in Vallorbe im Kanton Waadt verzeichnet ist. Die ersten Jahre seines Lebens verbrachte er in Lausanne, wo er auch das kantonale Gymnasium besuchte. Mit siebzehn Jahren ging er nach Paris, wo er sich an der Académie Julian bei Gustave Boulanger und Jules-Joseph Lefebvre zum Maler ausbilden liess. Im Jahr 1885 war er an einer Ausstellung des «Salon des Artistes Français» beteiligt und begann sein Livre de Raison, ein chronologisches Verzeichnis seiner Werke, das er bis zu seinem Tod weiterführte. Im Jahr 1890 nahm er an der ersten «Exposition nationale suisse des Beaux-Arts» in Bern teil, und 1891 stellte er im Salon des Indépendents aus.
In den 1890er Jahren wurde Vallotton vor allem durch seine Holzschnitte bekannt, die mit einer neuartigen Flächenaufteilung und ihren harten Schwarz-Weiss-Kontrasten für Aufsehen sorgten und in Zeitschriften wie La Revue blanche, Pan und Die Insel erschienen. Im Jahr 1892 wurde er Mitglied der Künstlergruppe Nabis.
In seiner Malerei orientierte er sich an Gustave Courbet und Édouard Manet, legte jedoch besonderes Gewicht auf kräftige Umrisse und übersteigerte Plastizität der Gestalten.
1899 heiratete er Gabrielle Bernheim (1863–1932), geschiedene Rodrigues-Henriques, Tochter des Pariser Kunsthändlers und Inhabers der Galerie Bernheim-Jeune, Alexandre Bernheim (1836–1915), und Schwester von Joseph Bernheim-Jeune (1870–1941) und Gaston Bernheim de Villers (1870–1953). Ab diesem Jahr widmete er sich hauptsächlich der Malerei. 1900 wurde er französischer Staatsbürger. In den Jahren vor dem Ersten Weltkrieg nahm er an zahlreichen internationalen Ausstellungen teil.
Im Alter von 60 Jahren starb er im Jahr 1925 an den Folgen einer Krebsoperation in Neuilly-sur-Seine bei Paris. Sein Grab befindet sich auf dem Pariser Cimetière du Montparnasse.
Vallottons Werk ist vielfältig und umfasst über 200 Holzschnitte, zahlreiche Zeichnungen, etwa 1700 Gemälde und einige Skulpturen. Zusätzlich verfasste er drei Romane, darunter La vie meurtrière (1905) und Corbehaut (1920), mehrere Theaterstücke und eine Reihe von Essays.
Das Archiv des Künstlers befindet sich im Gebäude des Musée cantonal des Beaux-Arts de Lausanne und wird von der 1998 gegründeten Fondation Felix Valloton betreut.

## Reminiszenzen
In Martin Suters Roman Der letzte Weynfeldt spielen Vallottons Bild Femme nue devant une salamandre (Nackte Frau vor einem Salamander) und eine Fälschung dieses Gemäldes eine zentrale Rolle.
In der Verfilmung eines Romans von Metin Arditi, Juliette dans son bain (dt.: Juliette im Bade), wird Vallottons Gemälde Le ballon zur Illustration eines zentralen Motivs der Geschichte, «Hinsehen lernen», verwendet.

## Galerie

### CoversLe cri de Paris

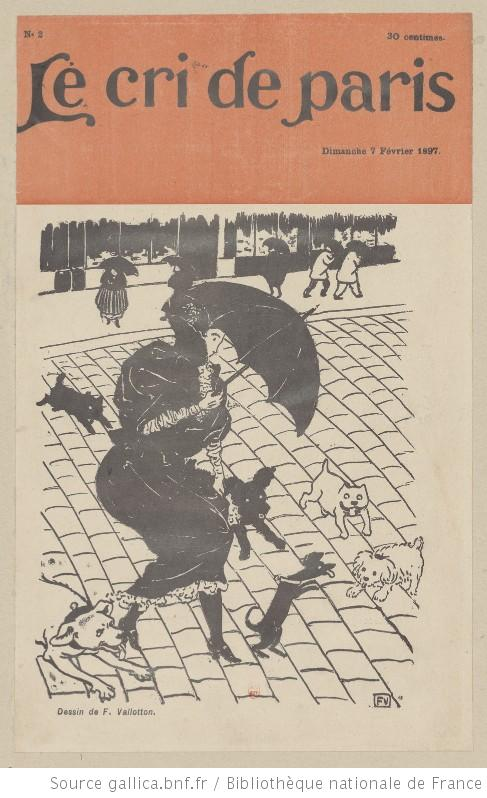
Le cri de Paris. 7. Februar 1897
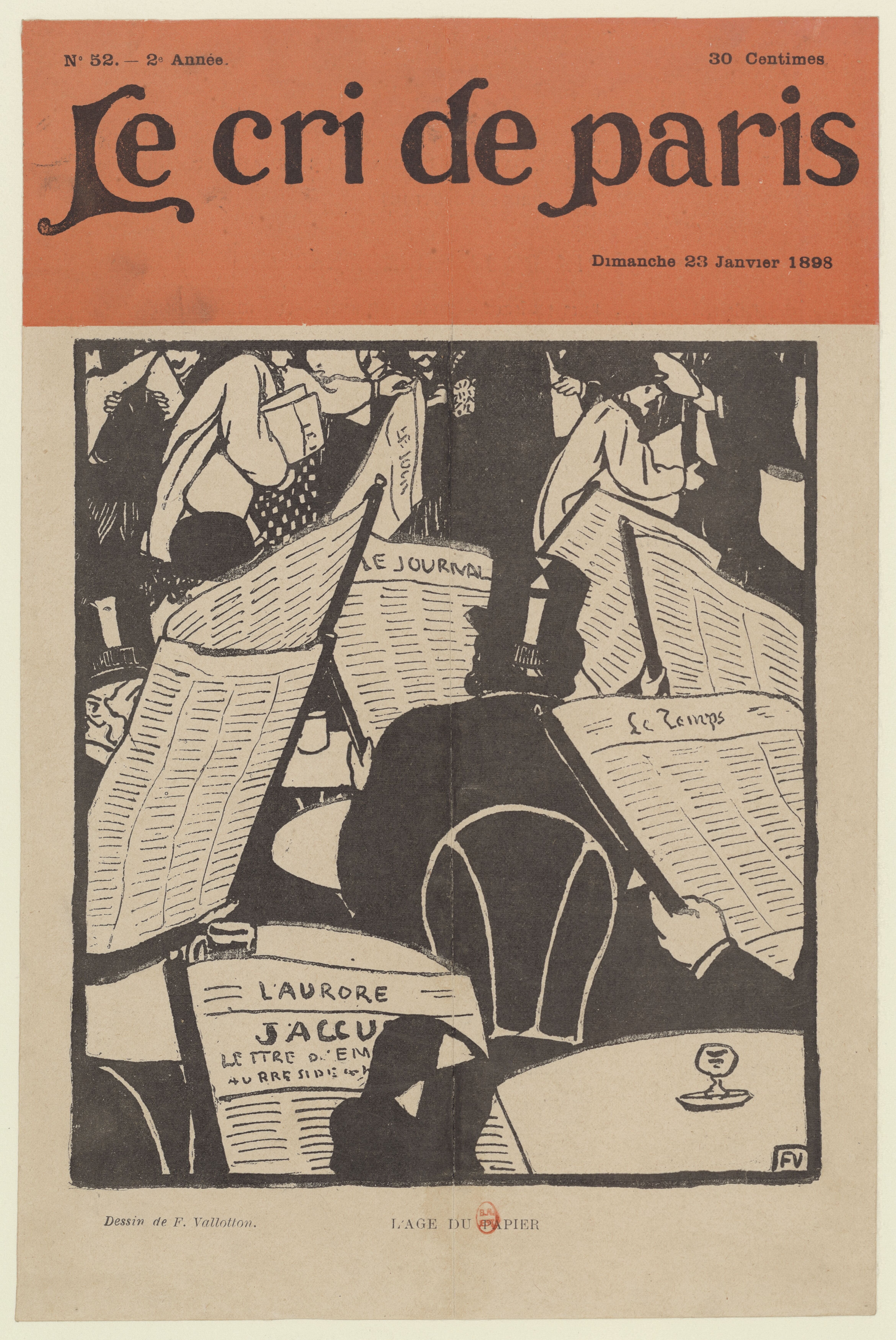
Le cri de Paris. 23. Januar 1898
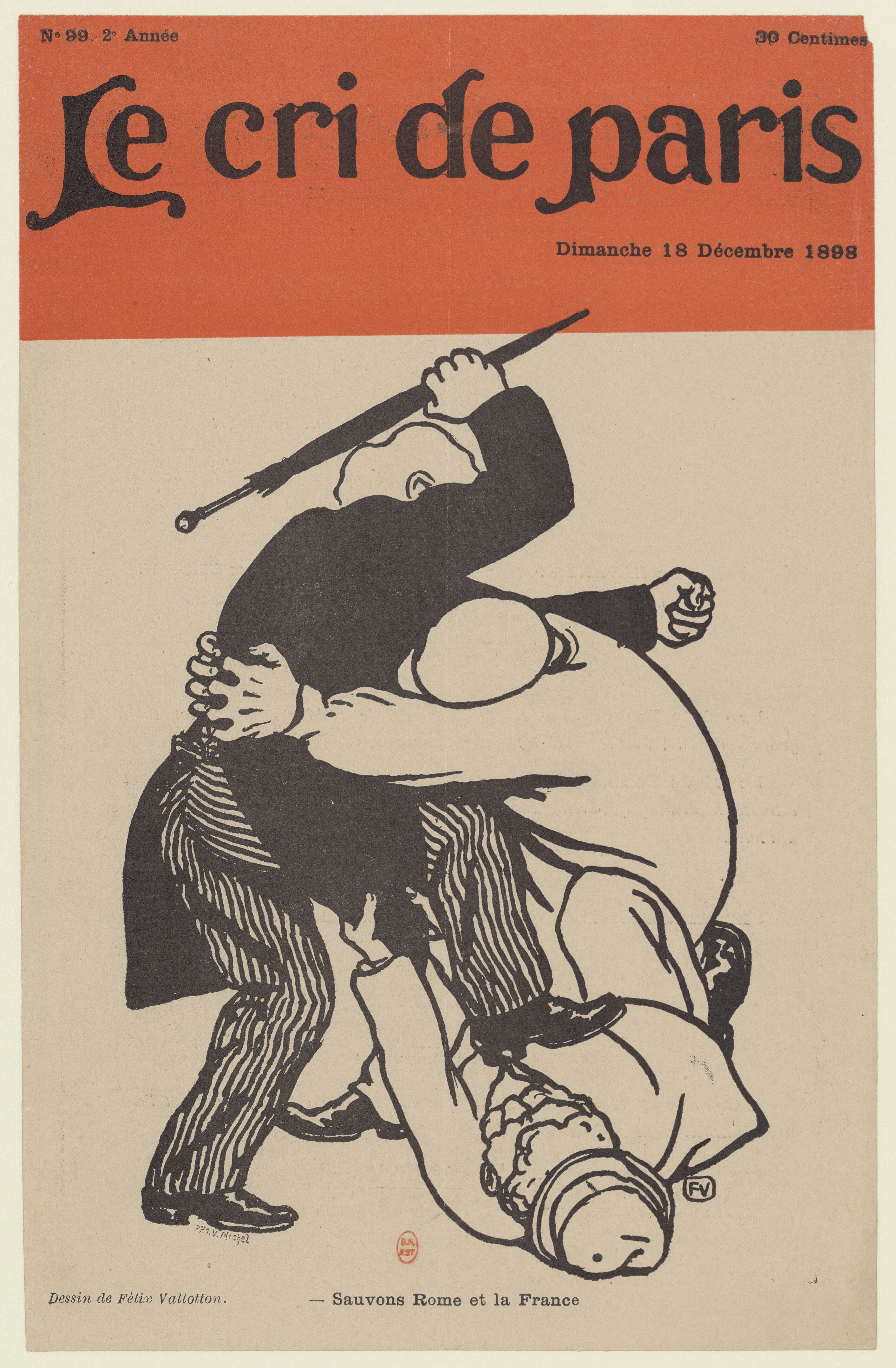
Le cri de Paris. Dezember 1898
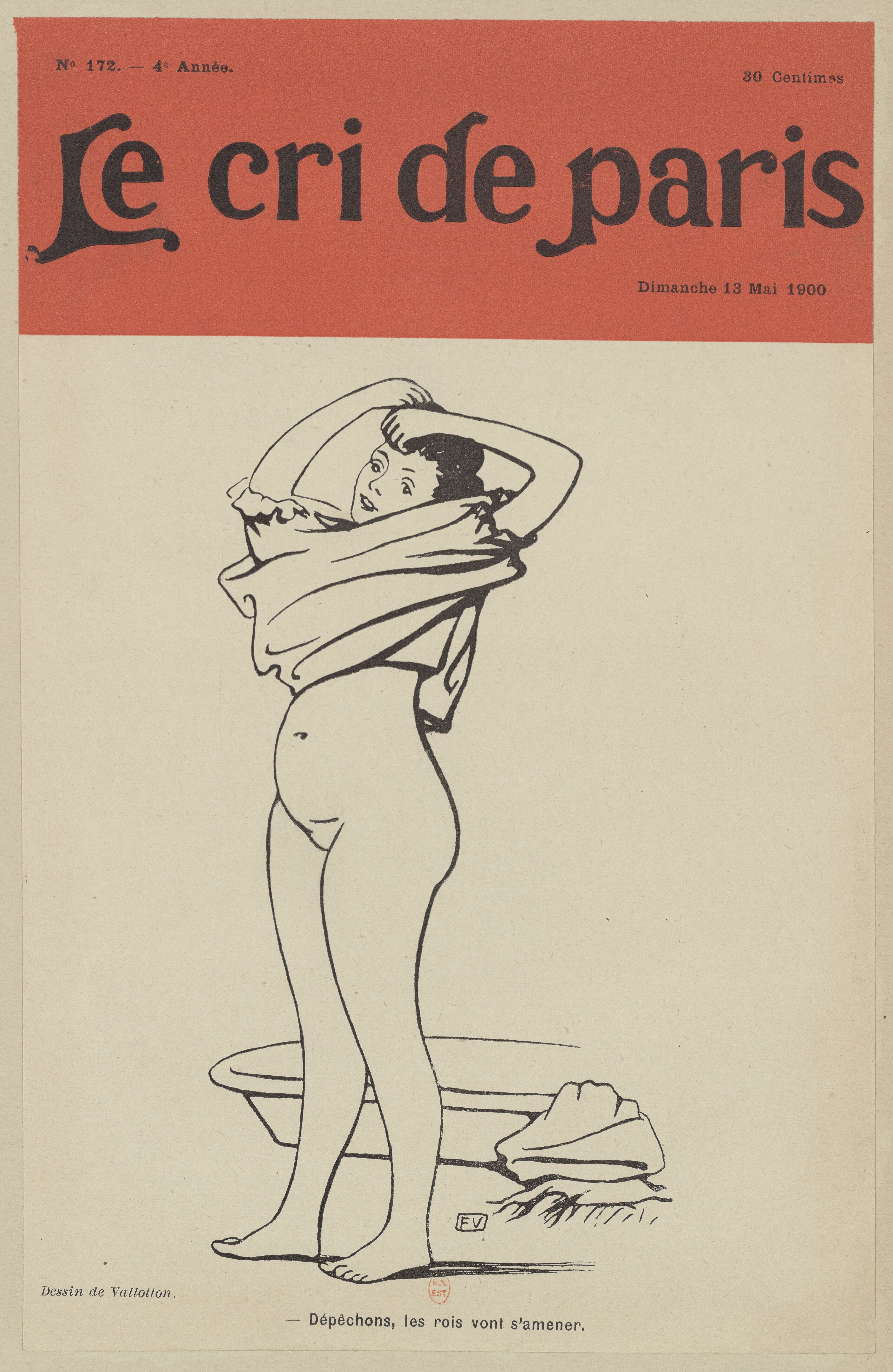
Le cri de Paris. 1900

### Holzschnitte

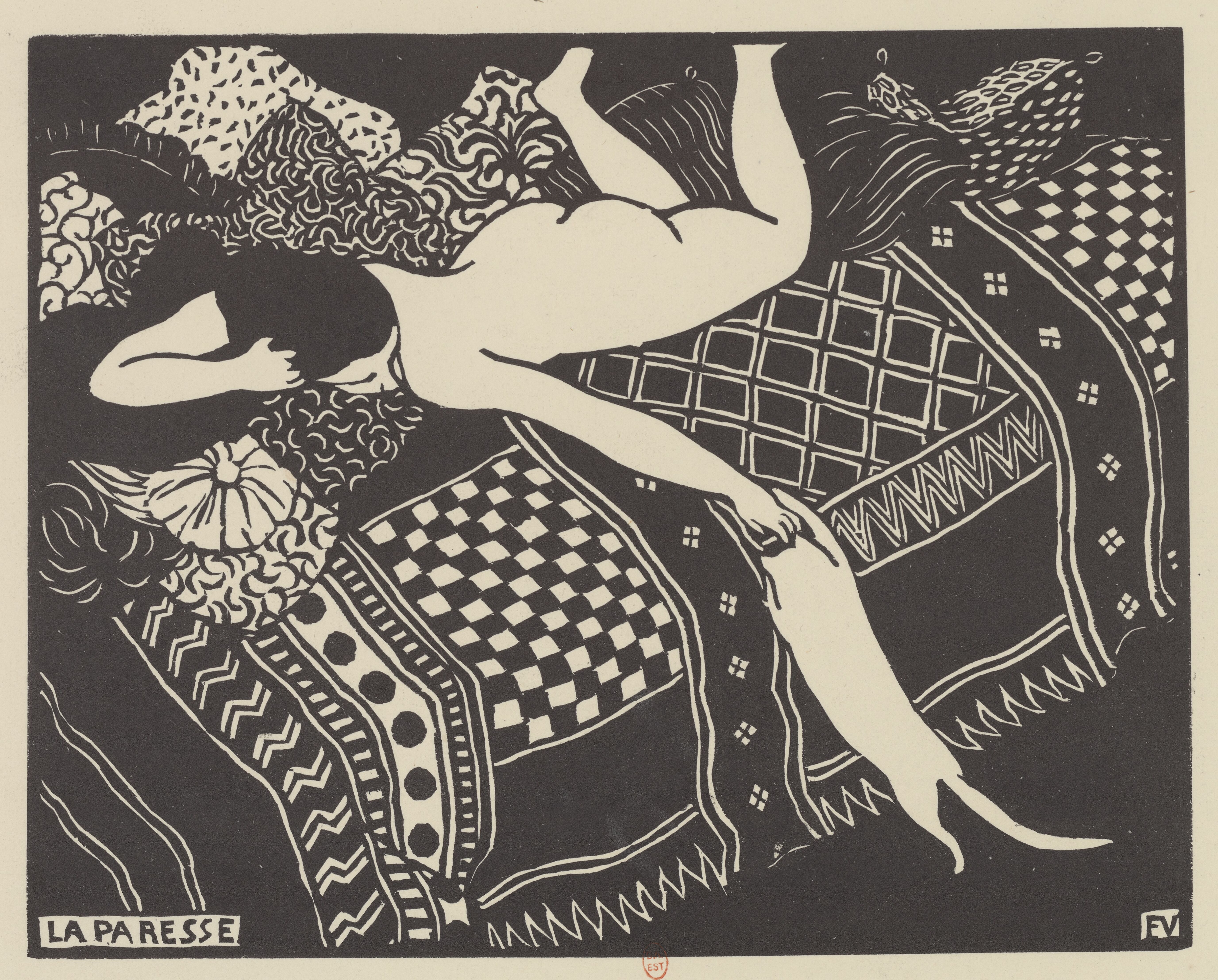
La paresse (1896)
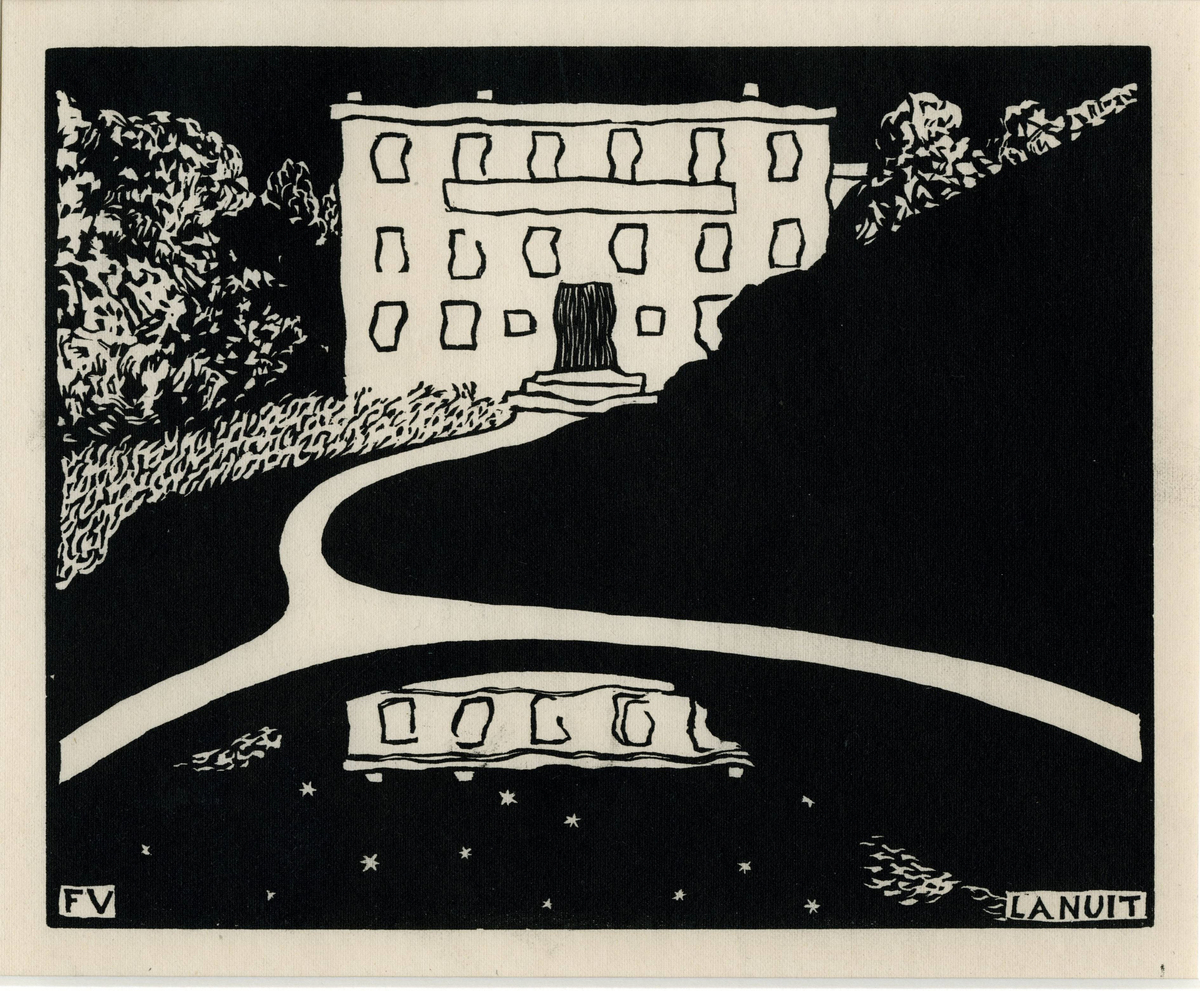
La Nuit (1897)
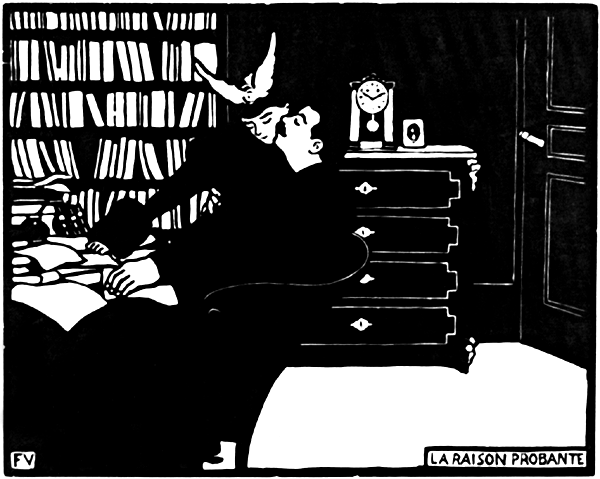
La Raison probante (1898)
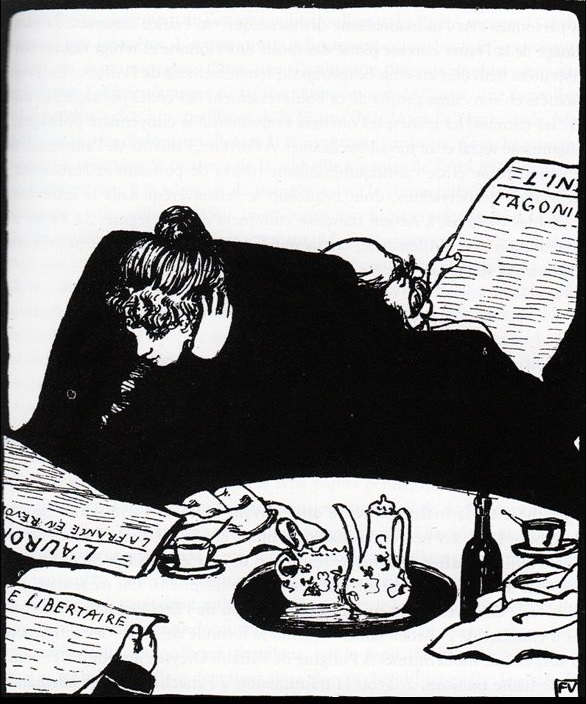
En famille (1899)

### Gemälde (Auswahl)

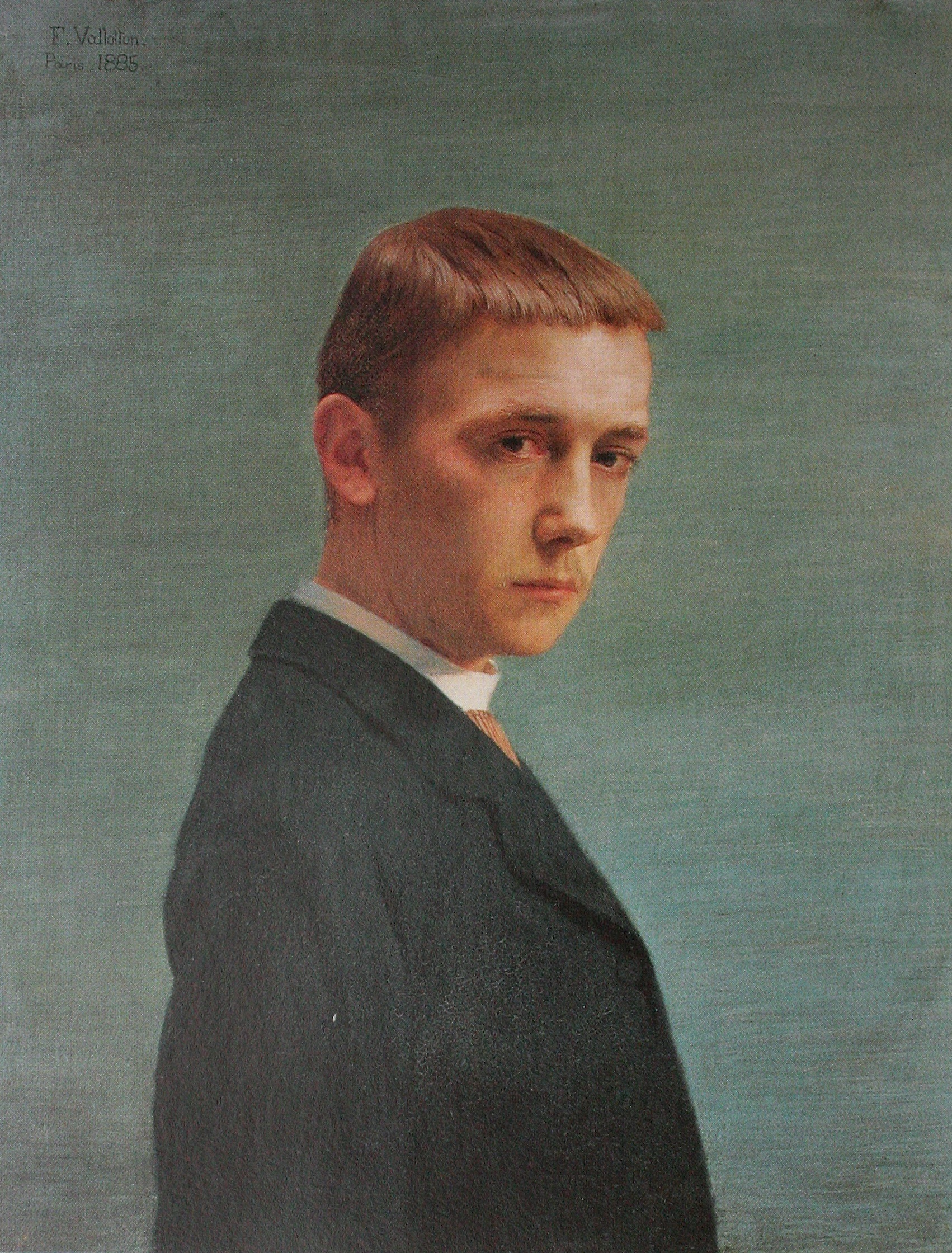
Selbstportrait (1885)
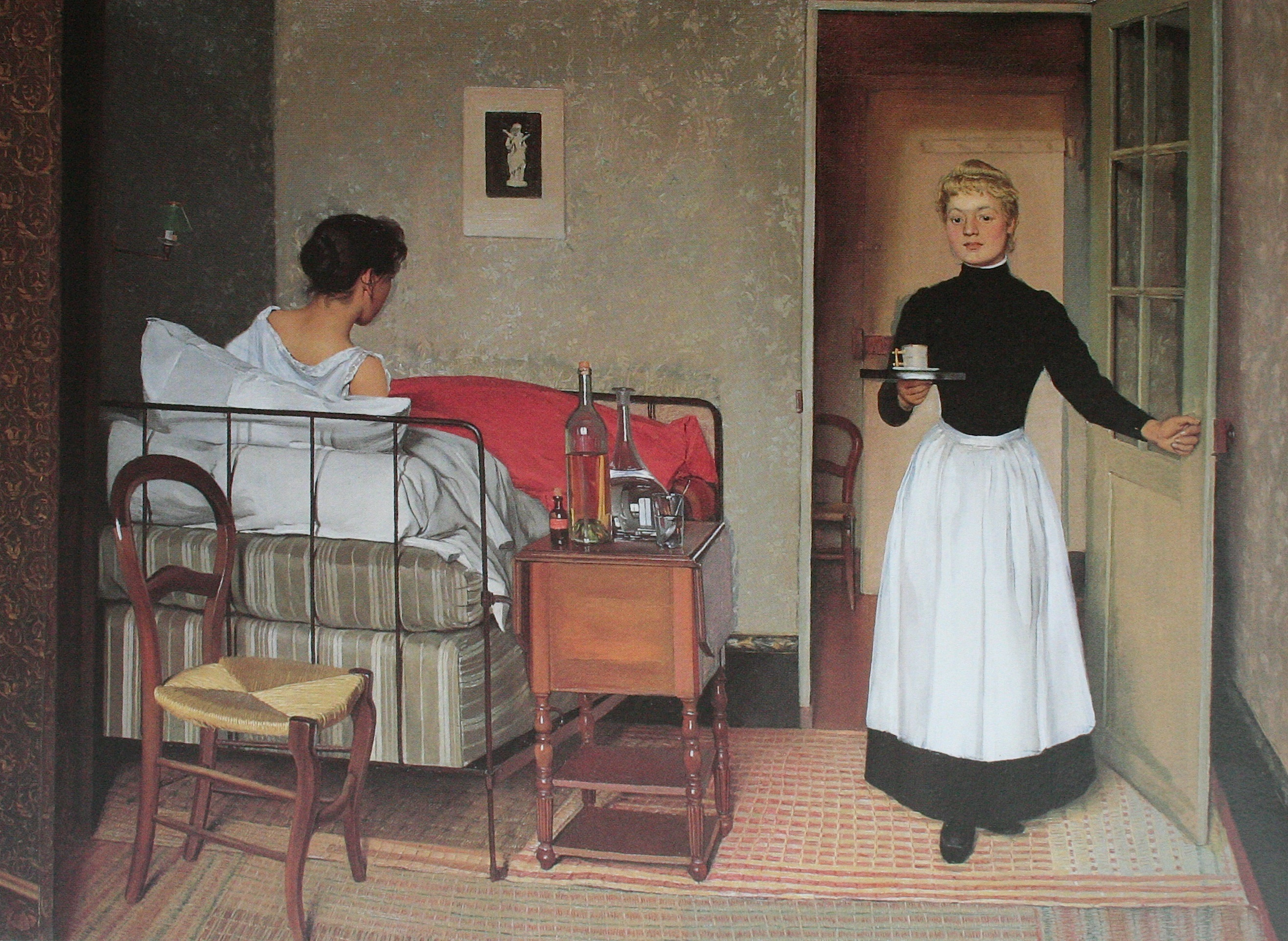
La Malade (1892)
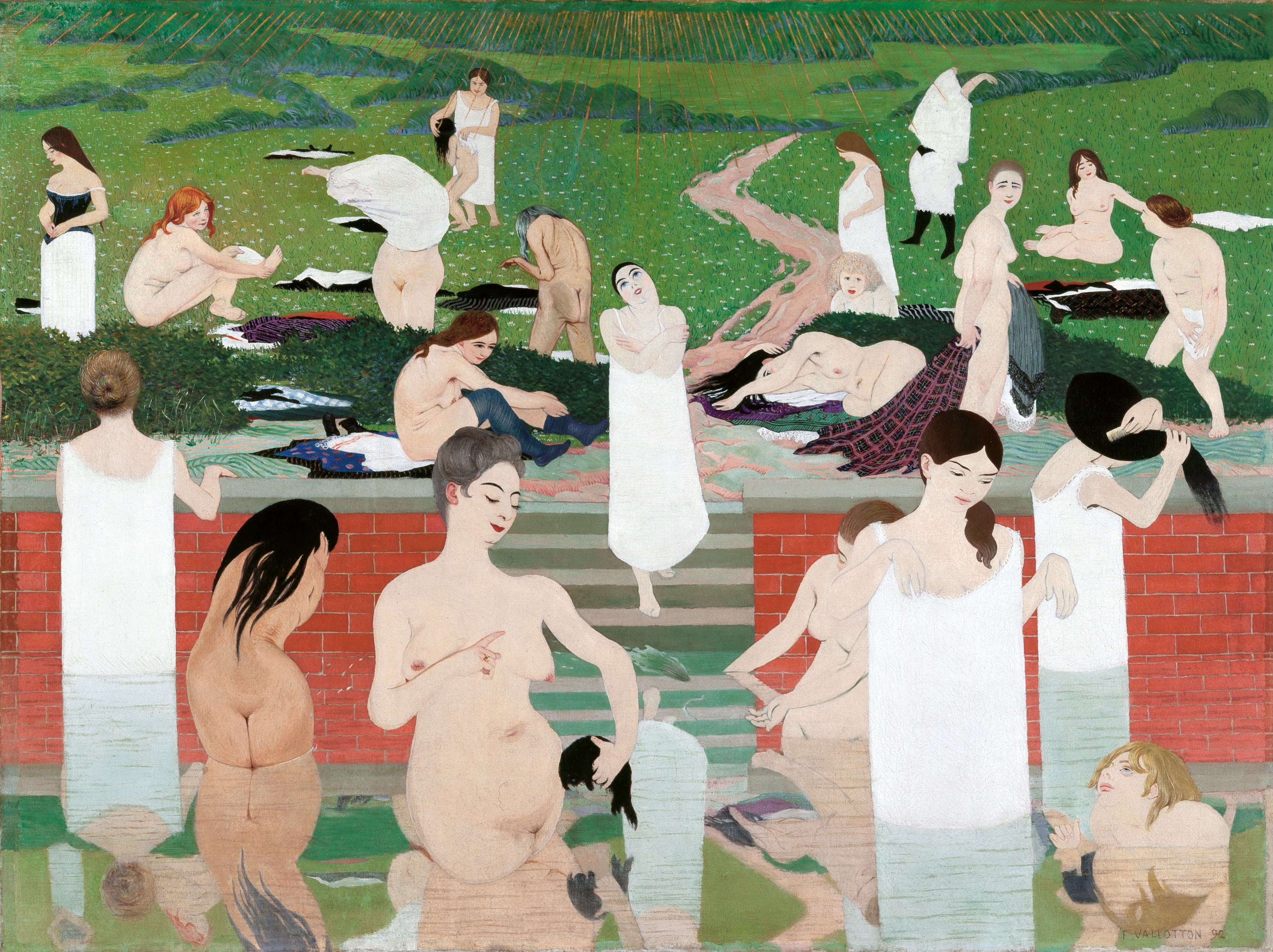
Le bain au soir d'été, deutsch: Das Bad am Sommerabend, 1892, Inventarnummer GKS1060, Depositum der Gottfried Keller-Stiftung im Kunsthaus Zürich
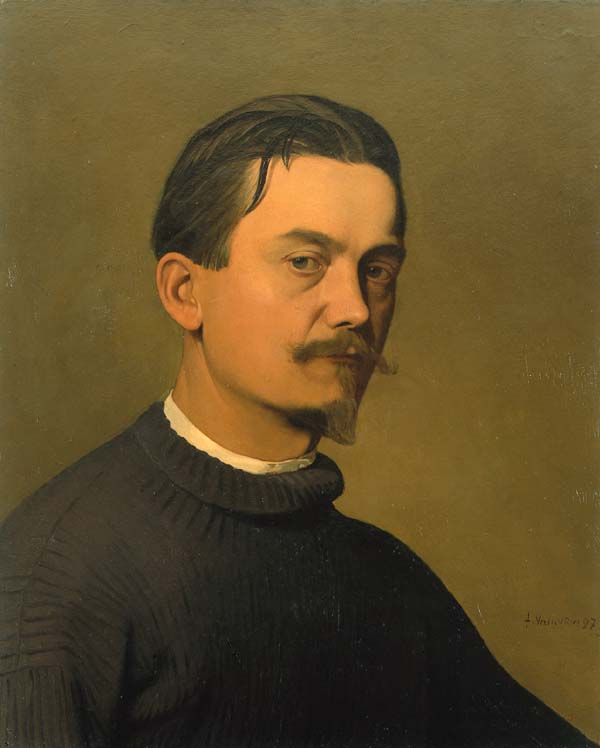
Selbstportrait (1897)
Le ballon (1899)
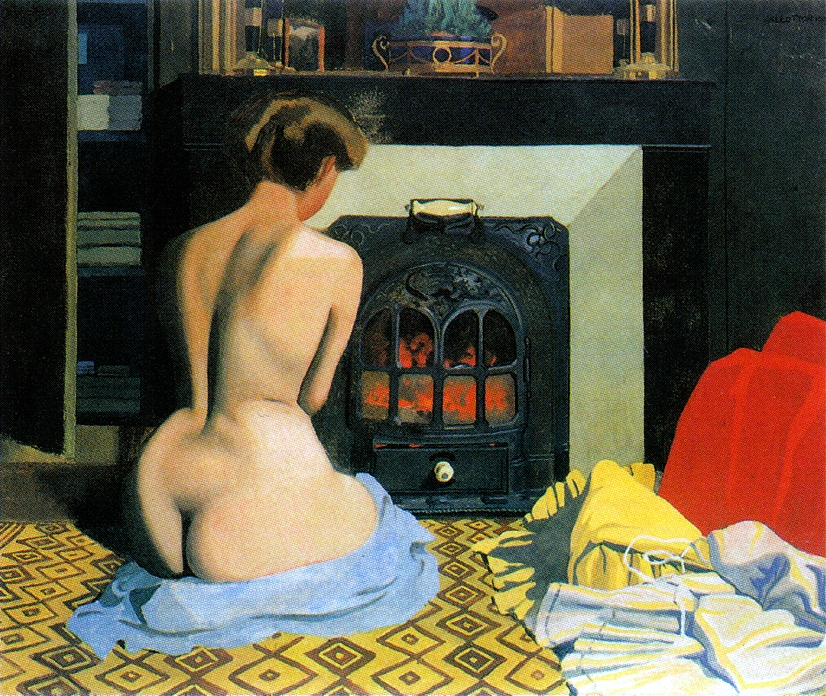
Femme nue devant une salamandre (1900)
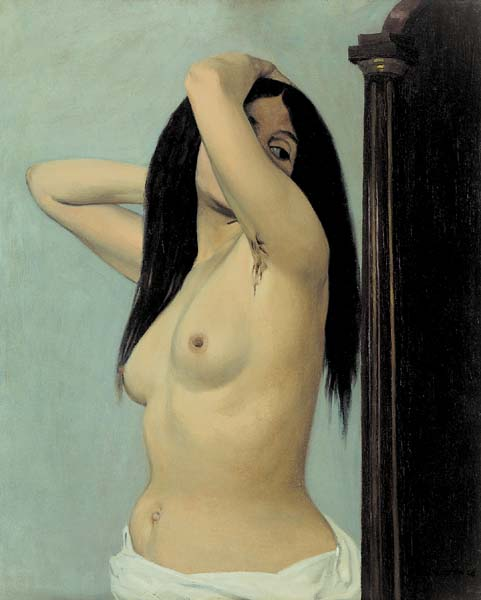
Femme nue (1906)
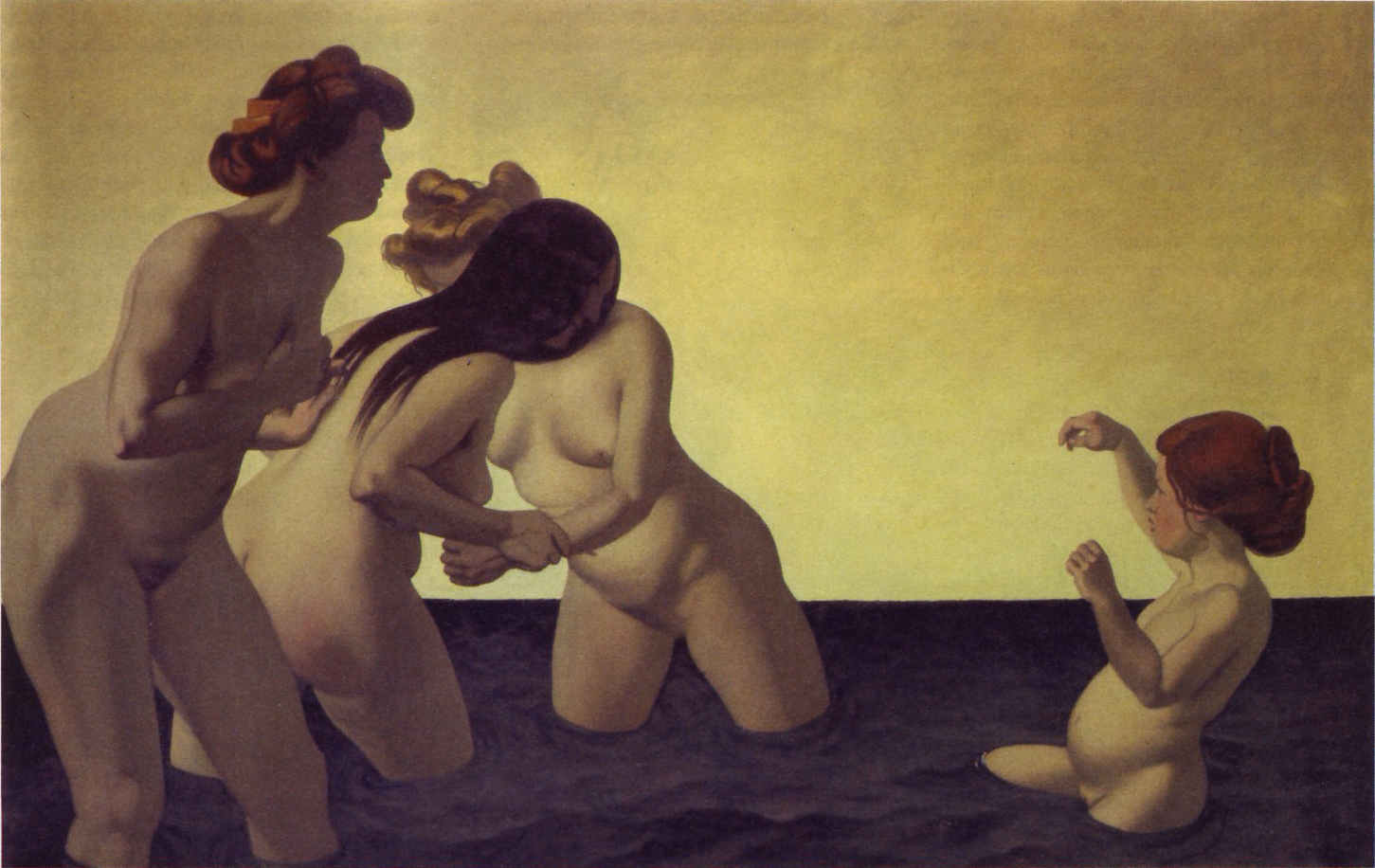
Trois femmes et une petite fille jouant dans l’eau (1907)
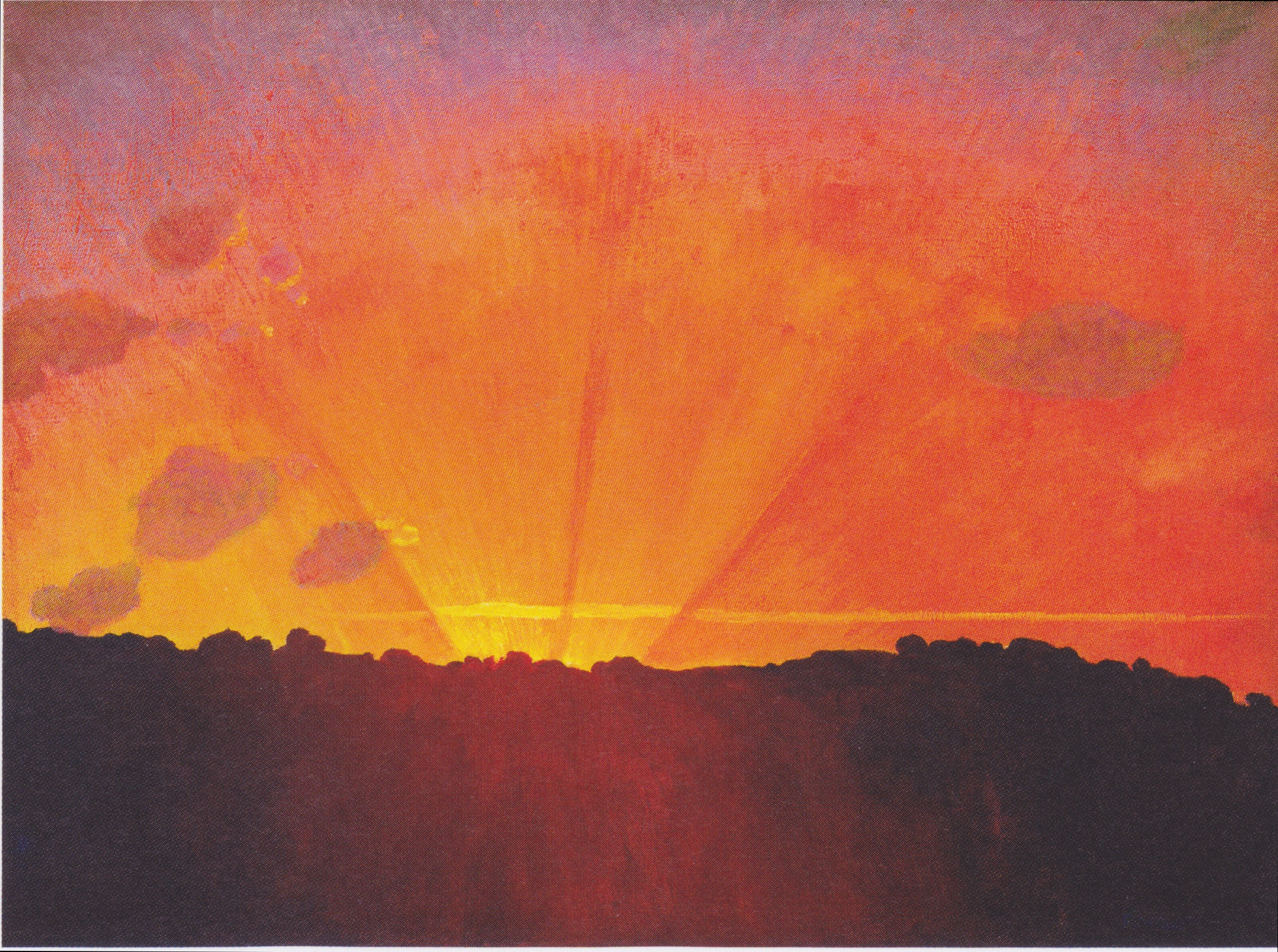
Sonnenuntergang (1910)
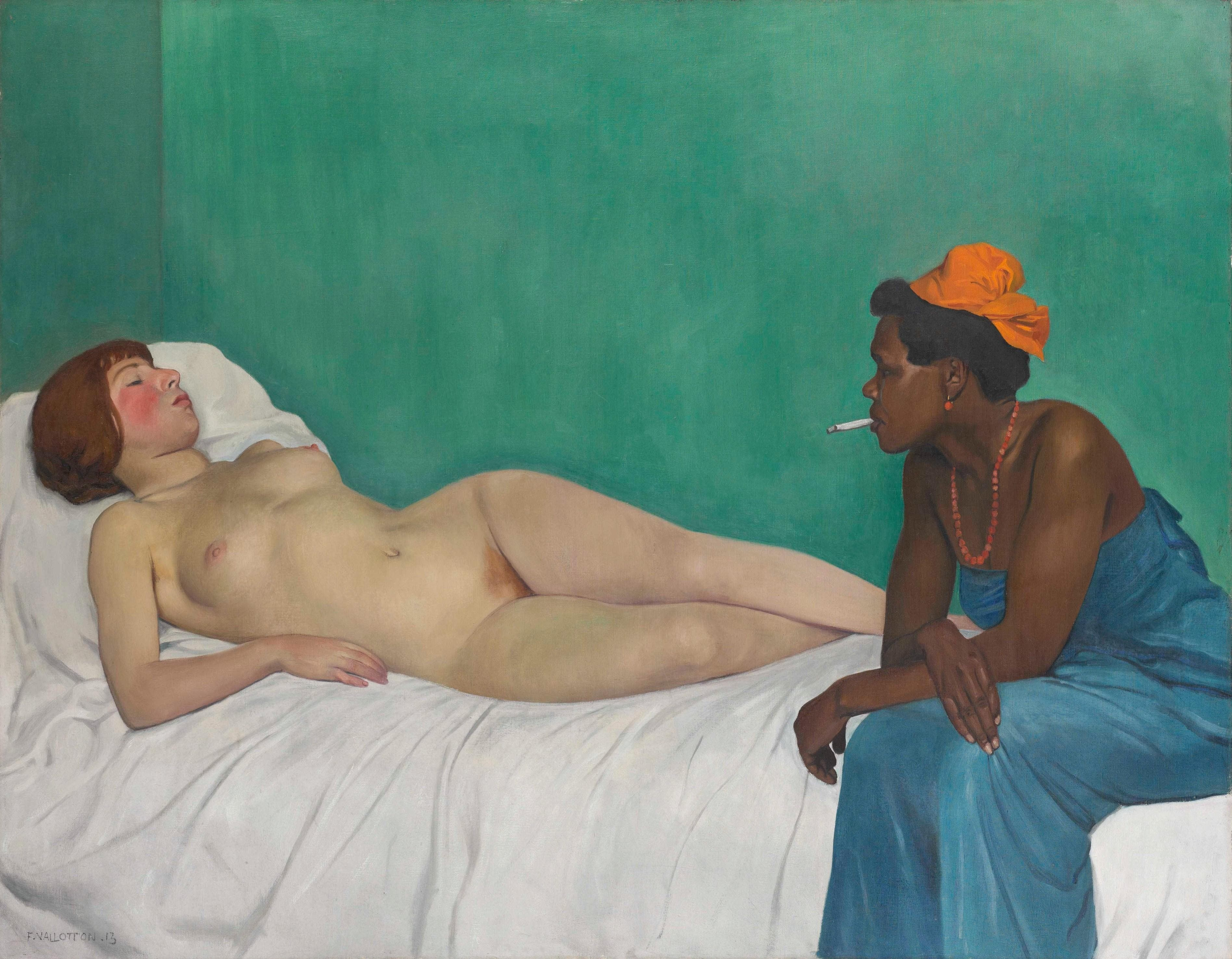
La Blanche et la Noire (1913), der Olympia (1863) von Édouard Manet nachempfunden
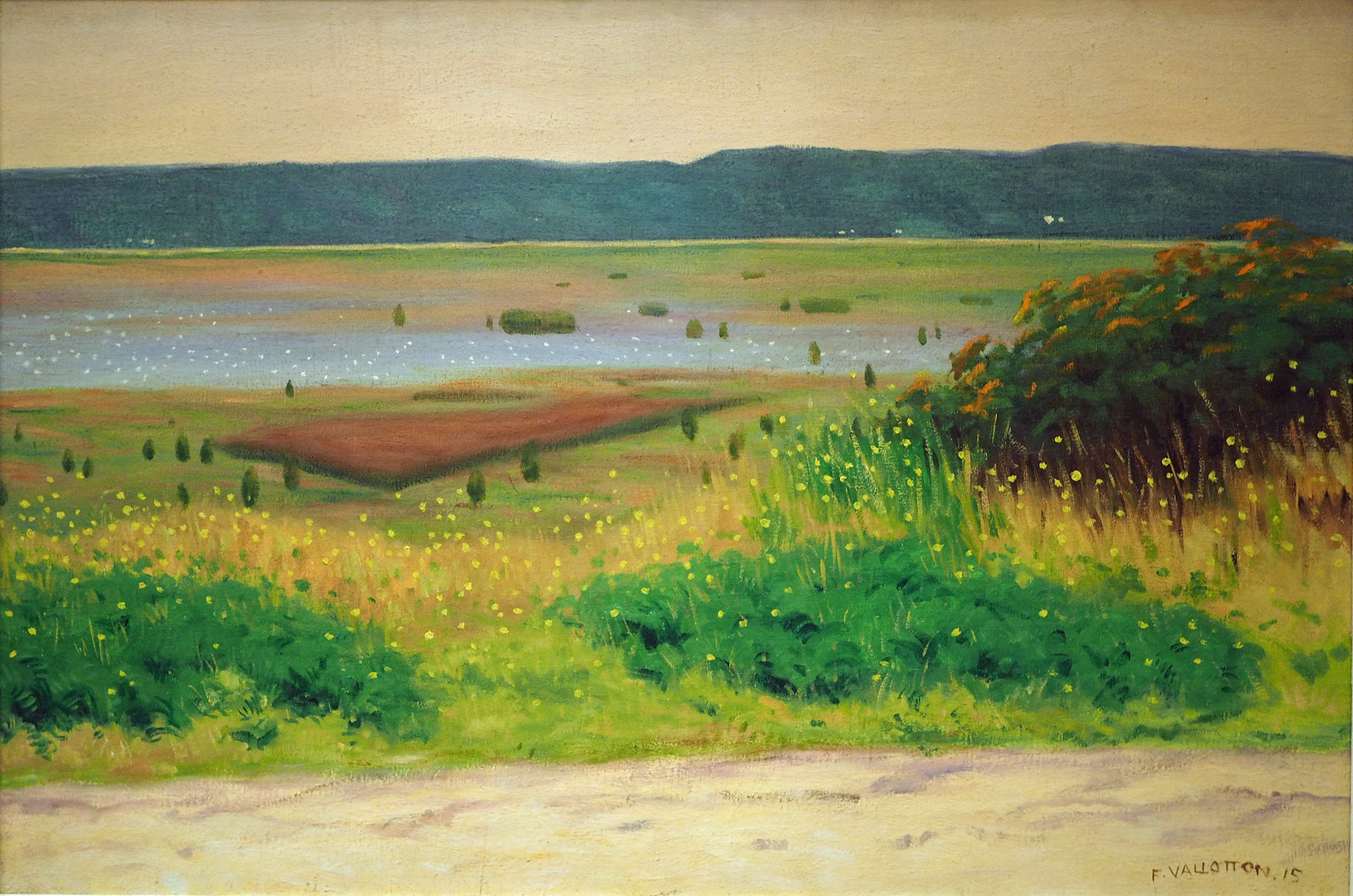
Meeresküste bei Honfleur (1915)
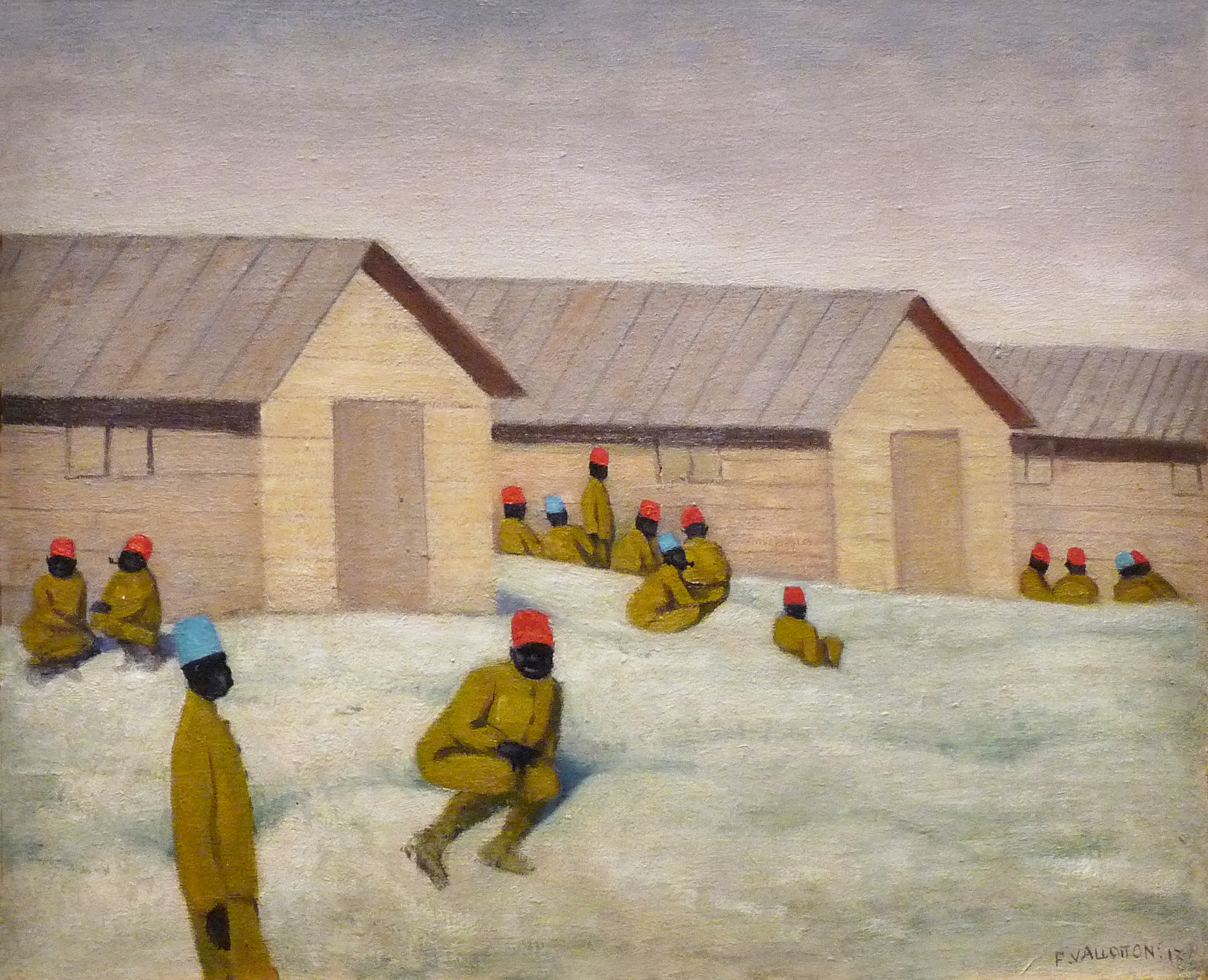
Soldats sénégalais au camp de Mailly (1917)
Paysage composé sous-bois (1918)
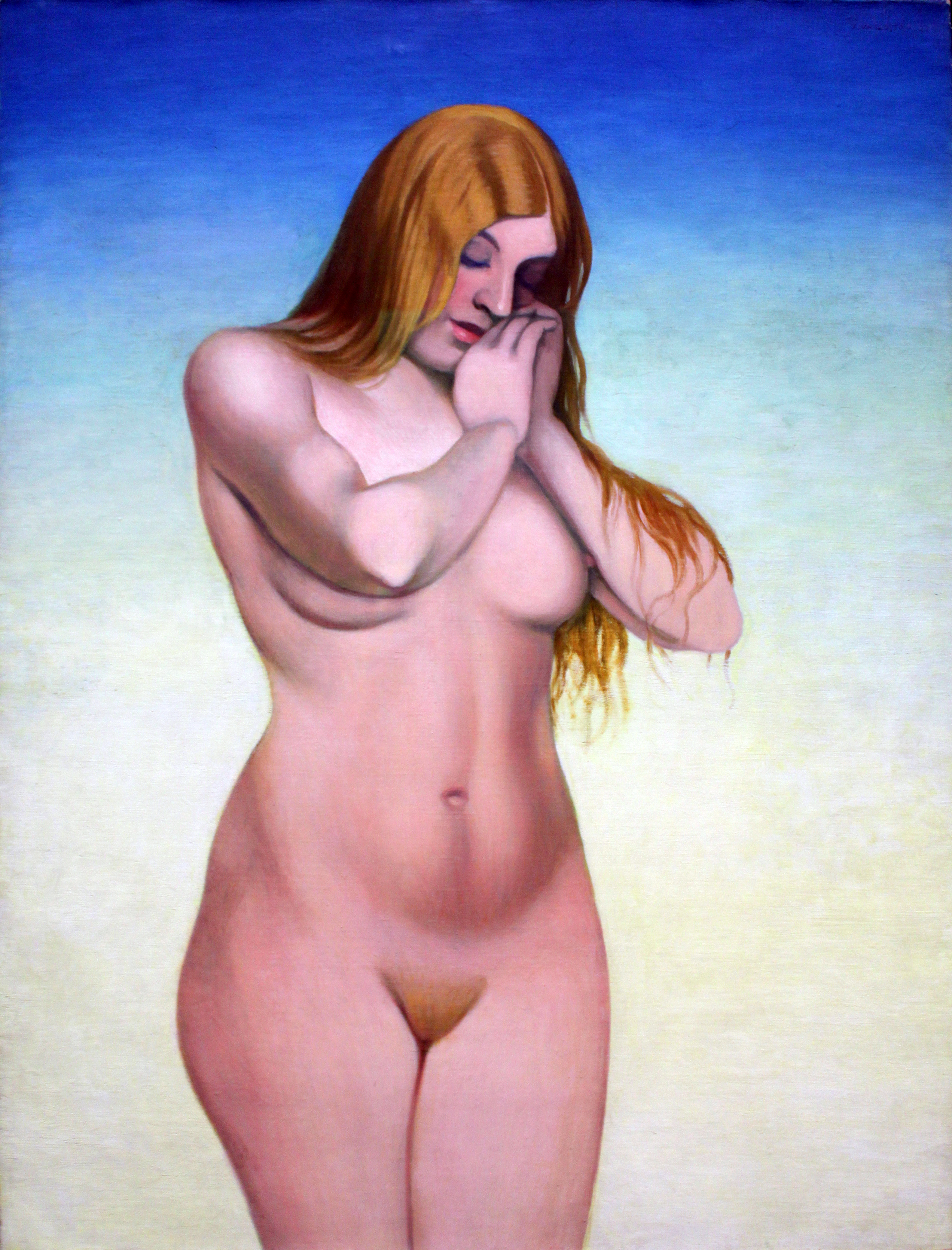
Blonder Akt, 1921, Städelsches Kunstinstitut

## Ausstellungen
Im Sikart-Lexikon des Schweizerischen Instituts für Kunstwissenschaft sind rund 350 Einzel- und Gruppenausstellungen des Künstlers erfasst.
- 5. Juli 2013 – 15. September 2013. Schöne Zeiten. Kunsthaus Zürich.
- 2. Oktober 2013 – 20. Januar 2014. Le feu sous la glace (Das Feuer unter dem Eis). Grand Palais, Paris. Anschliessend im Van-Gogh-Museum Amsterdam und im Mitsubishi-Ichigokan-Museum in Tokio.
- 11. November – 14. Dezember 1938. Félix Vallotton. 1865–1925. Mit Ausstellungskatalog. Kunsthaus Zürich

## Film
- Félix Vallotton, mit kühlem Pinselstrich. (OT: Félix Vallotton, la vie à distance.) Dokumentarfilm, Frankreich, 2013, 52:10 Min., Buch und Regie: Juliette Cazanave, Produktion: arte France, Cinétévé, Musée d’Orsay, Erstsendung: 6. Oktober 2013 bei arte, Inhaltsangabe von arte.